# Liste der Baudenkmäler in Regensburg-Ostenviertel
Auf dieser Seite sind die Baudenkmäler in der Oberpfälzer Bezirkshauptstadt Regensburg zusammengestellt. Diese Tabelle ist eine Teilliste der Liste der Baudenkmäler in Bayern. Grundlage ist die Bayerische Denkmalliste, die auf Basis des Bayerischen Denkmalschutzgesetzes vom 1. Oktober 1973 erstmals erstellt wurde und seither durch das Bayerische Landesamt für Denkmalpflege geführt wird. Die folgenden Angaben ersetzen nicht die rechtsverbindliche Auskunft der Denkmalschutzbehörde.

## Baudenkmäler
| Lage                                                                                                  | Objekt | Beschreibung | Akten-Nr.       | Bild |
| --- | --- | --- | --------------- | --- |
| Adolf-Schmetzer-Straße 5 (Standort)                                                                   | Gasthaus (ehemalige Gastwirtschaft Neu-St. Niklas)                                                            | Zweigeschossiger und traufständiger Mansardwalmdachbau um 1805, mit Ecksäule von 1903 Ehemaliges Restaurationslokal, heute Kino, eingeschossiger Flachsatteldachbau mit segmentbogigen Öffnungen und Zackenfries, hofseitig weiter Dachüberstand, Ziegel, um 1890 | D-3-62-000-6    | Gasthaus (ehemalige Gastwirtschaft Neu-St. Niklas)                                                            |
| Adolf-Schmetzer-Straße 16 (Standort)                                                                  | Wohn- und Geschäftshaus                                                                                       | Viergeschossiger Walmdachbau in Ecklage mit Eckerkertürmchen, Erker und Seitenrisalit und Schweifgiebeln, Fassaden mit Putzgliederung, neugotische Elemente, 1903 von den Gebrüdern Wildanger | D-3-62-000-8    | Wohn- und Geschäftshaus                                                                                       |
| Adolf-Schmetzer-Straße 18 (Standort)                                                                  | Mietshaus | Viergeschossiger Walmdachbau mit Erkern, betonter Mittelachse und geschweiften Zwerchgiebeln, mit seitlichen Erkern, Zwerchhäusern und Putzgliederungen, historistische Mischformen, gotisierend und Neurenaissance, 1904 von den Gebrüdern Wildanger | D-3-62-000-9    | Mietshaus |
| Adolf-Schmetzer-Straße 21 (Standort)                                                                  | Mietshaus | Dreigeschossiger Mansardwalmdachbau mit Bodenerkern, Volutengiebeln und Putzgliederungen neubarock, 1901 | D-3-62-000-1567 | Mietshaus |
| Adolf-Schmetzer-Straße 44 (Standort)                                                                  | Ehemalige Siechenkapelle Alt-St. Niklas                                                                       | Achteckiger Zentralbau mit Welscher Haube und Laterne, erste Hälfte 17. Jahrhundert auf Grundlage von 1454, 1873 und 1954 verändert | D-3-62-000-10   | Ehemalige Siechenkapelle Alt-St. Niklas                                                                       |
| Am Kreuzhof 14 (Standort)                                                                             | Kirche St. Ägidius (sogenannte Kreuzhofkapelle)                                                               | Profanierte Nebenkirche, doppelgeschossige Kapelle mit Apsis, Zwiebeldachreiter und Aufzugsgaube, Handquadermauerwerk, romanisch, um 1150 | D-3-62-000-81   | weitere Bilder                                                                                                |
| Blumenstraße 20 (Standort)                                                                            | Fabrikantenvilla                                                                                              | Dreigeschossiger Mansardwalmdachbau mit Risaliten, Schweifgiebeln, Eckerkern und Treppenturm mit Zwiebelhaube, Fassadengliederungen in Werkstein. Neurenaissance, 1898 von Norbert Veil | D-3-62-000-239  | Fabrikantenvilla                                                                                              |
| Bruderwöhrdstraße 10 (Standort)                                                                       | Mietshaus | Fünfgeschossiger und traufständiger Satteldachbau in Ecklage, mit asymmetrischen Fassaden, Eckerker, Giebeln, Zwerchhaus und Treppenaufgang mit Arkaden, Jugendstil, 1906 von Albert Reiß | D-3-62-000-242  | Mietshaus |
| Bruderwöhrdstraße 14 (Standort)                                                                       | Mietshaus | Viergeschossiger Mansardwalmdachbau in Ecklage, mit Erkern, Zwerchhaus und Putzgliederungen, barockisierender Jugendstil, 1910 von Lorenz Mesch | D-3-62-000-243  | Mietshaus |
| Bruderwöhrdstraße 15 b (Standort)                                                                     | Ehemalige Lagerhaus                                                                                           | Dreigeschossiger und traufständiger Mansardwalmdachbau mit Putzrahmungen und Zwerchhäusern mit Treppengiebeln, Eisenbeton, 1915 von Joseph Koch und Franz Spiegel, nach Plänen von Alois Esterer | D-3-62-000-244  | Ehemalige Lagerhaus                                                                                           |
| Donaulände 20 a (Standort)                                                                            | Ehemaliges Verwaltungsgebäude der Donau-Dampf-Schiffahrts-Gesellschaft                                        | Dreigeschossiger Flachwalmdachbau, mit künstlerischer Verglasung des Treppenhauses, 1958 von Karl Albert Wirthensohn, Verglasung von Käthe Hermann-Bernhofer Sozialgebäude, zweigeschossiger Flachdachbau mit Seitenflügeln und Glasfenster, um 1958 | D-3-62-000-1593 | Ehemaliges Verwaltungsgebäude der Donau-Dampf-Schiffahrts-Gesellschaft                                        |
| Gabelsbergerstraße 7 (Standort)                                                                       | Ehemaliges Verwaltungsgebäude der LVA                                                                         | Dreigeschossiger Walmdachbau mit seitlichem Zwerchhaus und Schweifgiebel, Erkern, Portal und Fensterrahmungen in Rotsandstein, Neurenaissance, 1902 von Friedrich Niedermayer Nebengebäude mit Remise, zweigeschossiger Flachdachbau mit segmentbogigen Öffnungen Einfriedung, Gusseisenzaun zwischen Tuffsteinpfeilern mit Aufsätzen | D-3-62-000-465  | Ehemaliges Verwaltungsgebäude der LVA                                                                         |
| Gabelsbergerstraße 11 (Standort)                                                                      | Ehemalige Villa Götz                                                                                          | Zweigeschossiger und gestelzter Mansardwalmdachbau mit Loggia- und Erkermotiven, Eingangsvorbau und erdgeschossigem, gestelztem Gartenflügel mit Kuppel und Freitreppe, Jugendstil, 1907 von German Bestelmeyer Freistehendes Garagengebäude, eingeschossiger Mansardwalmdachbau mit seitlichem Dachüberstand auf Pfeilern Gartenanlage mit Umfassungsmauer und einbezogenem eingeschossigem Pavillon mit Mansardwalmdach | D-3-62-000-466  | Ehemalige Villa Götz                                                                                          |
| Glasfaserstraße 4 a, 4 b, 6 ()                                                                        | Ehemalige Gesenkschmiede der geplanten Gewehrfabrik                                                           | giebelständiger Satteldachbau mit Quergiebeln und basilikaler Anlage, Stahlbeton, 1917 | D-3-62-000-1093 | |
| Greflingerstraße (Standort)                                                                           | Laufbrunnen (sogenannter Stobäusbrunnen)                                                                      | Laufbrunnen mit Becken, muschelförmigem Auslauf und figürlichem Aufsatz, seitlich Wangenmauern mit Sitzbänken, Tuff- und Kalkstein, Jugendstil, um 1906/07 von Georg Albertshofer nach Entwurf von German Bestelmayer, 1965 versetzt | D-3-62-000-1177 | Laufbrunnen (sogenannter Stobäusbrunnen)                                                                      |
| Greflingerstraße 1, Sedanstraße 23 (Standort)                                                         | Doppelhaus | Zweigeschossiger Mansardwalmdachbau mit Eckerker und Treppenhausrisalit, teilweise Sichtziegelmauerwerk mit Putzgliederungen über gebändertem Erdgeschoss, neubarock, 1890 von Franz Gerner | D-3-62-000-510  | Doppelhaus |
| Greflingerstraße 3 (Standort)                                                                         | Wohnhaus | Dreigeschossiger und gestelzter Mansardwalmdach mit übergiebeltem Mittelrisalit, verschiedenfarbige Sichtziegel mit Putzgliederungen, Neurenaissance, 1890 von Franz Gerner | D-3-62-000-511  | Wohnhaus |
| Greflingerstraße 7 (Standort)                                                                         | Mietshaus, ehemaliges Wohnhaus des Baumaterialienhändlers Franz Gerner                                        | Dreigeschossiger Mansardwalmdachbau mit zwei übergiebelten Risaliten und Portal, verschiedenfarbige Sichtziegel mit Putzgliederungen, Neurenaissance, 1899 von Franz Gerner | D-3-62-000-512  | Mietshaus, ehemaliges Wohnhaus des Baumaterialienhändlers Franz Gerner                                        |
| Greflingerstraße 22 (Standort)                                                                        | Ehemaliges Städtisches Gaswerk, heute REWAG                                                                   | Entwurf wohl von Adolf Schmetzer, Ausführung von Karl Frank, 1909/10 Ehemaliges Reinigerhaus, Backsteingebäude mit Bogendach und hölzernen Fachwerkbogenbindern Ehemaliges Uhren- und Reglerhaus, Backsteingebäude mit gestuftem Zeltdach und Bogenbindern aus Eisenbeton Ehemaliges Ammoniakverarbeitungs-, Transformatoren- und Kesselhaus, abgewinkeltes Backsteingebäude mit teils gestuften Sattel-, Flach- und Walmdächern und Bogenbindern aus Eisenbeton Scheibengasbehälter, polygonaler Stahlskelettbau mit genieteten Blechen und beweglicher, betonsteinbeschwerter Scheibe, von MAN 1928/29 | D-3-62-000-1560 | weitere Bilder                                                                                                |
| Hoher-Kreuz-Weg 7 (Standort)                                                                          | Wegkreuz | Säule über gestuftem Unterbau und Kreuz mit doppelseitiger Darstellung des Gekreuzigten im Dreinageltypus und der Madonna mit Kind, Kalkstein, spätgotisch, um 1500 | D-3-62-000-1182 | Wegkreuz |
| Hoher-Kreuz-Weg 7 (Standort)                                                                          | Wohnhaus eines ehemaligen Ökonomiehofes                                                                       | Zweigeschossiger und traufständiger Satteldachbau mit Treppengiebeln, neugotisch, 1866, später umgebaut | D-3-62-000-1181 | Wohnhaus eines ehemaligen Ökonomiehofes                                                                       |
| Hoher-Kreuz-Weg 9 (Standort)                                                                          | Katholische Pfarrkirche Mater Dolorosa                                                                        | Giebelständiger Saalbau mit Flachsatteldach, eingezogenem Chor mit Anräumen und Flankenturm, Stahlbeton-Rasterbau, 1952–54 von Hans Beckers; mit Ausstattung | D-3-62-000-583  | weitere Bilder                                                                                                |
| Irl 28 (Standort)                                                                                     | Katholische Nebenkirche St. Maria                                                                             | Saalbau mit abgewalmtem Satteldach, eingezogenem Ovalchor und Chortürmchen mit Zwiebelhaube, im Kern spätmittelalterlich, „1584“ renoviert (bezeichnet), 1759 grundlegend erneuert; mit Ausstattung | D-3-62-000-594  | weitere Bilder                                                                                                |
| Linzer Straße 4; Nibelungenbrücke, an der Kaimauer westlich unterhalb der Nibelungenbrücke (Standort) | Krananlage | Hochkran Ost (VA 50), 1912 von MAN, beide auf hoch gesetzter Kranbahn Der zugehörige zweite Hochkran West (VA 87), 1938 von Mohr und Federhaff, derzeit eingelagert Mechanischer Drehkran mit Ausleger, 1905 von Noell, Würzburg, westlich der Nibelungenbrücke an der Ostenbastei aufgestellt Mit Gleisspur der Güterbahn (Rest der Donauländebahn von 1865) | D-3-62-000-1490 | Krananlage |
| Luitpoldstraße 17 (Standort)                                                                          | Ehemaliges Wohnhaus, heute evangelisch-lutherische Gesamtkirchenverwaltung                                    | Zweigeschossiger Walmdachbau mit Dachüberstand und segmentbogig geschlossenem Flacherker, reduzierter Historismus, 1904 von Firma Georg Renner und Sohn | D-3-62-000-756  | Ehemaliges Wohnhaus, heute evangelisch-lutherische Gesamtkirchenverwaltung                                    |
| Orleansstraße 2, 2 a (Standort)                                                                       | Wohnhaus und ehemalige Landwirtschaftsschule                                                                  | Dreigeschossiger Mansardwalmdachbau mit mittigem Zwerchhausrisalit und seitlichem Flacherker, Putzgliederungen neubarock, 1912 von Alois Esterer Rückgebäude, zweigeschossiger Mansardwalmdachbau mit Risalit und geschweiften Gauben, Putzgliederungen, neubarock, 1912 von Alois Esterer | D-3-62-000-1557 | Wohnhaus und ehemalige Landwirtschaftsschule                                                                  |
| Prinz-Ludwig-Straße 1 b, 1 c, 1 d, 1 e (Standort)                                                     | Städtischer Schlachthof                                                                                       | Großviehmarkthalle, Halle mit sieben Segmentbogentonnen in Zollinger Lamellenbauweise, 1928, davor quergelagert Großviehstallung, eingeschossiger Walmdachbau mit dreischiffigem Kreuzgratgewölbe und neuromanischen Gusseisenstützen, 1888, Fassaden 1928 umgebaut Viehstallungen und Kleinviehschlachthalle, dreiteiliger Hallenkomplex, mit zwei dreischiffigen Schienen- und Kreuzgratgewölbe-Hallen mit Walmdächern und neuromanischen Gusseisenstützen, 1888 und um 1895, umgebaut 1927 Verkehrshalle, einschiffige Halle mit weitgespannter Segmentbogentonne und Vierung in Zollinger Lamellenbauweise, 1927 Gaststätte, dreigeschossiger Walmdachbau, mit Eckrisaliten, Uhrentürmchen, Lisenen- und Gesimsgliederung, 1888, aufgestockt um 1910/20 Verwaltungsgebäude, zweigeschossiger Satteldachbau mit Ecklisenengliederung, 1888, aufgestockt 1922 Ehemaliges Dienstwohnungsgebäude, zweigeschossiger Walmdachbau mit Lisenengliederung, 1888, aufgestockt 1925 Schalthaus, zweigeschossiger Walmdachbau mit Lisenengliederung und übergiebeltem Treppenhaus, 1925 nicht nachqualifiziert, im BayernViewer-denkmal nicht kartiert | D-3-62-000-1589 | weitere Bilder                                                                                                |
| Prinz-Ludwig-Straße 15 (Standort)                                                                     | Ehemaliges Zollamt des Luitpoldhafens                                                                         | Zweigeschossiger und gestelzter Mansardwalmdachbau mit flacher Portalrahmung und rückwärtigem Treppenhausturm, in Formen des Heimatstils, bezeichnet mit „1910“ Remise, eingeschossiger Walmdachbau mit korbbogigen Öffnungen, 1910 | D-3-62-000-1590 | Ehemaliges Zollamt des Luitpoldhafens                                                                         |
| Reichsstraße 3 (Standort)                                                                             | Villa | Zweigeschossiger Walmdachbau mit Mittelrisalit und Putzgliederung, spätklassizistisch, 1875 von Josef Heilmeyer | D-3-62-000-962  | Villa |
| Reichsstraße 5 (Standort)                                                                             | Wohnhaus | Dreigeschossiger Walmdachbau mit Kniestock und Putzgliederungen, Neurenaissance, 1890 von Alois Janker | D-3-62-000-963  | Wohnhaus |
| Reichsstraße 6 (Standort)                                                                             | Wohnhaus | Dreigeschossiger Walmdachbau mit Seitenrisaliten und Putzgliederungen, Neurenaissance, 1887 | D-3-62-000-964  | Wohnhaus |
| Reichsstraße 8 (Standort)                                                                             | Wohnhaus | Dreigeschossiger Walmdachbau in Ecklage, mit übergiebeltem Eckturm, Sichtziegel und Putzgliederungen, Neurenaissance, 1888 von Christian Zinstag | D-3-62-000-966  | Wohnhaus |
| Reichsstraße 12 (Standort)                                                                            | Katholische Pfarrkirche St. Cäcilia                                                                           | Dreischiffige Basilika mit eingezogenem Chor, Querhaus, Chorflankenturm und Freitreppe, Sichtziegel mit Hausteingliederungen, neuromanisch, 1899–1902 von Friedrich Niedermayer; mit Ausstattung | D-3-62-000-967  | weitere Bilder                                                                                                |
| Reichsstraße 15 (Standort)                                                                            | Wohnhaus | Dreigeschossiger Walmdachbau mit abgeschrägter Ecke, Eckerker mit Altane und übergiebeltem Mittelrisalit, Sichtziegel mit Putzgliederung, Neurenaissance, 1889/90 von Alois Janker | D-3-62-000-968  | Wohnhaus |
| Richard-Wagner-Straße 6 (Standort)                                                                    | Wohnhaus | Dreigeschossiger Walmdachbau mit Eckturm, Schweifgiebel, Treppenhausrisalit und Erker, Fassadengliederungen in Werkstein und Putz, Jugendstilelemente, 1905 von Georg Renner und Sohn | D-3-62-000-974  | Wohnhaus |
| Richard-Wagner-Straße 9, 11 (Standort)                                                                | Doppelwohnhaus                                                                                                | Dreigeschossiger und asymmetrischer Walmdachbau mit Eckerker, Eckrisalit, Zwerchhaus und Zwerchgiebeln, Putzgliederungen mit Jugendstilelementen, 1903 von Albert Reiß | D-3-62-000-975  | Doppelwohnhaus                                                                                                |
| Richard-Wagner-Straße 10 (Standort)                                                                   | Herrschaftliches Mietshaus                                                                                    | Dreigeschossiger und gestelzter Walmdachbau in Ecklage, mit Seitenrisaliten, Zwerchhäusern, Eckerker, Balkon und Dachgalerie, Putzgliederungen neubarock, 1900 von Joseph Koch | D-3-62-000-976  | Herrschaftliches Mietshaus                                                                                    |
| Richard-Wagner-Straße 12 (Standort)                                                                   | Villa | Zweigeschossiger Walmdachbau mit Zwerchhausrisalit und Putzgliederungen, Neurenaissance, 1892 von Christian Zinstag; Pendant zu Nr. 14 Wohnhaus der Dichterin Therese Keiter (Künstlername M. Herbert, 1859–1925) | D-3-62-000-978  | Villa |
| Richard-Wagner-Straße 14 (Standort)                                                                   | Villa | Zweigeschossiger Walmdachbau mit Zwerchhausrisalit und Putzgliederungen, Neurenaissance, 1892 von Christian Zinstag; Pendant zu Nr. 12 | D-3-62-000-979  | Villa |
| Richard-Wagner-Straße 17, Weißenburgstraße 18 (Standort)                                              | Doppelwohnhaus                                                                                                | Dreigeschossiger Walmdachbau in Ecklage mit Erkern und Putzgliederungen, Neurenaissance, 1896 von Josef Lachner | D-3-62-000-980  | Doppelwohnhaus                                                                                                |
| Sedanstraße 2 (Standort)                                                                              | Villa | Zweigeschossiger Walmdachbau mit Kniestock und Putzgliederungen, spätklassizistisch, 1875 von Adrian Zinstag | D-3-62-000-1070 | Villa |
| Sedanstraße 4 (Standort)                                                                              | Villa | Zweigeschossiger und gestelzter Mansardwalmdachbau mit übergiebeltem Mittelrisalit und Eckerkerturm mit Zeltdach, 1892 von Karl Hofmeier | D-3-62-000-1071 | Villa |
| Sedanstraße 5 (Standort)                                                                              | Doppelvilla                                                                                                   | Zweigeschossiger Mansardwalmdachbau mit zwei Giebeln, Erkern und Fachwerkimitation, im Kern Bau von 1883 (Thomas Sonntag), Überformungen 1887 durch Christian Zinstag und 1907 durch Hans Gerner Einfriedung mit schmiedeeisernem Zaun mit Einfahrtstor | D-3-62-000-1072 | Doppelvilla                                                                                                   |
| Sedanstraße 6 (Standort)                                                                              | Wohnhaus | Dreigeschossiger Mansardwalmdachbau mit mittlerem Zwerchhausrisalit, Sichtziegel und Putzgliederung, Neurenaissance, 1891 von Karl Hofmeier | D-3-62-000-1073 | Wohnhaus |
| Sedanstraße 7 (Standort)                                                                              | Villa | Zweigeschossiger Walmdachbau mit Krüppelwalmgiebeln in Fachwerk und aufgeständertem hölzernem Eckerker, Landhausstil, 1887 von Christian Zinstag | D-3-62-000-1074 | Villa |
| Sedanstraße 8 (Standort)                                                                              | Wohnhaus | Dreigeschossiger Walmdachbau mit Mittelrisaliten und korbbogigem Balkonvorbau auf Säulen, Fassadengliederungen Neurenaissance, 1900 von Johann Fiala | D-3-62-000-1075 | Wohnhaus |
| Sedanstraße 10 (Standort)                                                                             | Wohnhaus | Dreigeschossiger und gestelzter Walmdachbau mit Blendgiebel, Putzgliederungen Neurenaissance, 1899 von Anton Mayer | D-3-62-000-1076 | Wohnhaus |
| Sedanstraße 15 (Standort)                                                                             | Wohnhaus | Dreigeschossiger Mansardwalmdachbau in Ecklage mit Eckerkertürmchen und übergiebelten Mittelrisaliten, Putzgliederungen, 1896 von Anton Mayer | D-3-62-000-1077 | Wohnhaus |
| Sedanstraße 16 (Standort)                                                                             | Ehemaliges Wohnhaus des Stuckateurmeisters Jakob Grau                                                         | Dreigeschossiger Walmdachbau mit Seitenrisaliten und seitlichem Treppenhausvorbau, farbige Sichtziegel mit Hausteingliederungen, 1895 von Christian Zinstag Ehemalige Werkstatt, eingeschossiger und traufständiger Satteldachbau mit Schweifgiebel, Putzrahmungen und eingelassenen Reliefs, um 1895 | D-3-62-000-1078 | Ehemaliges Wohnhaus des Stuckateurmeisters Jakob Grau                                                         |
| Sedanstraße 17 (Standort)                                                                             | Wohnhaus | Dreigeschossiger und gestelzter Walmdachbau in Ecklage mit abgeschrägter Ecke, Seitenrisalit und Eckerker mit Altane, Sichtziegel mit Hausteingliederungen, Neurenaissance, 1890 von Christian Zinstag | D-3-62-000-1079 | Wohnhaus |
| Sedanstraße 19 (Standort)                                                                             | Wohnhaus | Dreigeschossiger Walmdachbau mit Mittel- und Treppenhausrisalit, teilweise Sichtziegel mit Hausteingliederungen, Neurenaissance, 1892 von Christian Zinstag | D-3-62-000-1080 | Wohnhaus |
| Sedanstraße 19 a (Standort)                                                                           | Wohnhaus | Zweigeschossiger und traufständiger Krüppelwalmdachbau mit mittigem Zwerchhausrisalit und Putzgliederungen, 1894 von Christian Zinstag | D-3-62-000-1081 | Wohnhaus |
| Siemensstraße 7 (Standort)                                                                            | Ehemaliges Heizkraftwerk der geplanten Gewehrfabrik                                                           | Kesselhalle mit aufgeständertem Walmdach und Zwerchgiebeln, drei- und viergeschossige Büro- und Werkstattanbauten und Kaminstumpf, gegliederter Stahlbetonbau, 1917 | D-3-62-000-1092 | BW |
| Sternbergstraße 9 (Standort)                                                                          | Wohnhaus | Dreigeschossiger Mansardwalmdachbau mit Blendgiebel, Erker und Putzgliederung, barockisierend, 1912 von den Gebr. Wildanger | D-3-62-000-1176 | Wohnhaus |
| Stobäusplatz 3, 4 (Standort)                                                                          | Doppelwohnhaus                                                                                                | Viergeschossiger Walmdachbau mit Schweifgiebeln, Erkern, Portalen, Eckturm mit Welscher Haube und Putzgliederungen, Jugendstil, 1902 von Joseph Koch und Heinrich Hauberrisser | D-3-62-000-1178 | Doppelwohnhaus                                                                                                |
| Villastraße 4 (Standort)                                                                              | Wohn- und Bürohaus                                                                                            | Dreigeschossiger Bau mit Frack-, Walm- und Halbwalmdach, Balkon, Erker und Fassadendekor in geometrischen Jugendstilformen, Eisenbeton, 1908 von A. Custodis | D-3-62-000-1250 | Wohn- und Bürohaus                                                                                            |
| Weißenburgstraße 5 (Standort)                                                                         | Wohnhaus | Dreigeschossiger Mansardwalmdachbau mit Schweifgiebel und Putzgliederungen, neubarock, 1906 von Joseph Koch, Erdgeschoss modern überformt | D-3-62-000-1347 | Wohnhaus |
| Weißenburgstraße 7 (Standort)                                                                         | Wohnhaus | Zweigeschossiger Walmdachbau mit Schweifgiebel, Mittelerker, Treppenhausrisalit und Putzgliederungen, neubarock, 1902 von den Gebrüdern Wildanger | D-3-62-000-1348 | Wohnhaus |
| Weißenburgstraße 8 (Standort)                                                                         | Wohnhaus | Dreigeschossiger und traufständiger Mansarddachbau mit Halbwalm, Blendgiebel und Putzgliederungen, neubarock, 1909/10 (bezeichnet mit „1910“) von Carl Römer | D-3-62-000-1349 | Wohnhaus |
| Weißenburgstraße 13 (Standort)                                                                        | Wohnhaus (Etagenvilla)                                                                                        | Zweigeschossiger Mansardwalmdachbau in Ecklage mit übergiebeltem Mittelrisalit und Erker, Sichtziegel mit Hausteingliederungen, Neurenaissance, 1888 von Julius Pöverlein | D-3-62-000-1350 | Wohnhaus (Etagenvilla)                                                                                        |
| Weißenburgstraße 15 (Standort)                                                                        | Wohnhaus | Dreigeschossiger Walmdachbau in Ecklage mit Putzgliederungen, spätklassizistisch mit Neurenaissance-Formen, 1888 von Alois Janker | D-3-62-000-1351 | Wohnhaus |
| Weißenburgstraße 16 (Standort)                                                                        | Wohnhaus, ehemaliges Konventgebäude des Augustinerklosters St. Cäcilia (1911–88), heute Katholisches Pfarramt | Dreigeschossiger Walmdachbau mit Seitenrisaliten und Putzgliederung, spätklassizistisch, Ende 19. Jahrhundert | D-3-62-000-1352 | Wohnhaus, ehemaliges Konventgebäude des Augustinerklosters St. Cäcilia (1911–88), heute Katholisches Pfarramt |
| Weißenburgstraße 17 (Standort)                                                                        | Villa | Zweigeschossiger Walmdachbau in Ecklage mit Seitenrisaliten, Schweifgiebeln und Putzgliederungen, Neurenaissance, 1890/91 (bezeichnet mit „1891“) von Christian Zinstag | D-3-62-000-1353 | Villa |
| Weißenburgstraße 21 (Standort)                                                                        | Wohnhaus | Zweigeschossiger Walmdachbau in Ecklage mit Ecktürmen, Schweifgiebel und Mittelerker, neubarock, 1890 von Christian Zinstag, Umbauten 1982 | D-3-62-000-1355 | Wohnhaus |
| Weißenburgstraße 27 (Standort)                                                                        | Mietshaus | Dreigeschossiger und asymmetrisch gruppierter Walmdachbau in Ecklage mit hochgezogenem Krüppelwalmgiebel, Erkern, Balkonen, Loggien und Putzverzierungen in farbiger Fassung, Jugendstil, 1907/08 von Karl Frank | D-3-62-000-1356 | Mietshaus |
| Wiener Straße 5, 5 a, 5 b (Standort)                                                                  | Sog. Stadtlagerhaus                                                                                           | viergeschossiger und traufständiger Satteldachbau mit bewegtem Zwerchigiebel,mansardenförmigem Oberlicht und rundem Turmaufsatz mit Zeltdach, Eisenbeton mit Putzgliederungen, 1909–11, erweitert 1935 und 1939 durch flankierende Silobauten;mit Ausstattung | D-3-62-000-1563 | Sog. Stadtlagerhaus                                                                                           |
| 5500 München - Regensburg, Brücke über der Sternbergstraße (Standort)                                 | Eisenbahnbrücke                                                                                               | Eisenbrücke auf Stützmauern mit Pfeilern, Quadermauerwerk und Sichtziegel, historistisch mit Jugendstilornamenten, bezeichnet mit „1905 Eisenwerk München“ | D-3-62-000-1740 | Eisenbahnbrücke                                                                                               |